# Plainfield (Connecticut)
Plainfield – miasto w Stanach Zjednoczonych, w stanie Connecticut, w hrabstwie Windham.